# Hellmuth Weinrich
Hellmuth Weinrich (* 21. September 1903 in Leipzig; † 5. Februar 1989 in Dresden) war ein deutscher Ingenieurwissenschaftler und zuletzt Professor für Aufbereitungsmaschinen an der Sektion Maschinenwesen der Technischen Universität Dresden.

## Wirken
Nachdem er das Abitur am Annengymnasium in Dresden im Jahr 1923 erlangt hatte, absolvierte er ein Studium des Maschinenbaus an der Technischen Universität Dresden, das er 1928 mit Diplom abschloss. Von 1929 bis 1939 war er Abteilungsleiter der Friedrich Krupp AG in Essen sowie des Krupp-Grusonwerks in Magdeburg, dem im Anschluss eine Tätigkeit als wissenschaftlicher Mitarbeiter im Marine-Waffenamt Berlin folgte. 1931 erwarb er den akademischen Grad des Dr.-Ing. an der RWTH in Aachen. 
1945 nahm er eine Tätigkeit als Ingenieur im Schwermaschinenbau-Kombinat „Ernst Thälmann“ (SKET) auf. 1950 wurde er erst stellvertretender Leiter, dann später auch Leiter der Klöckner-Humboldt-Deutz AG in Köln. Dort arbeitete Weinrich gemeinsam mit Carl Mittag u. a. an der Entwicklung der Zweirohrschwingmühle, die in den späten 1980er Jahren zur Drehkammer-Schwingmühle weiterentwickelt wurde. Darüber hinaus wirkte er am von Carl Mittag 1953 publizierten Buch „Hartzerkleinerung“ mit.
1958 wechselte er als Hauptabteilungsleiter wieder zurück zum VEB Schwermaschinenbau „Ernst Thälmann“ und erwarb sich dort Verdienste um die Konstruktion und Entwicklung von Aufbereitungsmaschinen. Zwei Jahre später übernahm er den Lehrstuhl für Aufbereitungsmaschinen an der Fakultät für Maschinenwesen der TU Dresden und wurde dort 1965 zum Direktor des Instituts für Fördertechnik und Aufbereitungsmaschinen ernannt. Zu seinen Schülern gehörte u. a. Karl Höffl. 1969 wurde er ordentlicher Professor für Aufbereitungsmaschinen an der Sektion Maschinenwesen der TU Dresden. 

## Schriften
- Untersuchungen über die Durchführbarkeit des vollkommenen Massenausgleichs und des verbesserten Schlick’schen Ausgleiches symmetrischer Vielkurbelmaschinen ohne Parallelstellung von Kurbeln. Dissertation TH Aachen 1930. Borna-Leipzig: Noske. OCLC 247831582
- Die Lösung des Weltsprachenproblemes. Köln: B. Pick 1950. OCLC 26458841
- Das Wesen der Aufbereitungsmaschinen sowie neure Entwicklungen hierzu, in: Wissenschaftliche Zeitschrift der TU Dresden 11 (1962), H. 5, S. 1087–1115.
- Stoffumformung, in: Taschenbuch Maschinenbau, hrsgn. v. G. Tränker, Bd. 3,1, S. 517–646. Berlin: Verlag Technik 1971.